# Eurasiska ekonomiska gemenskapen
Se även Eurasiska ekonomiska unionen.

Eurasiska ekonomiska gemenskapen.

Eurasiska ekonomiska gemenskapen (ryska: Евразийское экономическое сообщество, Evrazijskoje ekonomitjeskoje soobsjtjestvo), även  EurAsEC (engelsk förkortning; med svenskt uttal /eʉr'ɑ:sεk/), var ett frihandelsområde bildat 2000 och upplöst 1 januari 2015. Det bestod av Ryssland och ett antal övriga stater i Eurasien. EurAsEC var en fortsättning på samarbeten och ekonomisk sammanslutningar mellan stater i Oberoende staters samvälde, som bildades 1991 efter Sovjetunionens sammanbrott.
I samband med Eurasiska ekonomiska unionens bildande januari 2015 upplöstes gemenskapen.

## Beskrivning och historik
Avtalet om EurAsEc skrevs år 2000 under av Kazakstan, Kirgizistan, Ryska federationen, Tadzjikistan och Belarus. 2006 anslöt sig även Uzbekistan, men man meddelade november 2008 att dess medlemskap var vilande. Armenien, Moldavien och Ukraina[källa behövs] fick observatörsstatus i organisationen.
Målet med gemenskapen var att den skulle utvecklas till en tullunion med en gemensam inre marknad och en samordnad politik inriktad på ekonomisk och social utveckling. Rörelsefrihet utan visabestämmelser etablerades mellan medlemsländerna. En inre marknad (Eurasiska tullunionen) etablerades 1 januari 2010.
Som en fortsättning på EurAsEC drogs i början av 2010-talet upp planer på det fördjupade samarbetet, benämnt som Eurasiska ekonomiska unionen. Till detta fördjupade samarbete förband sig Ryssland, Belarus och Kazakstan, genom undertecknande av ett unionsavtal maj 2014 (med etablerande av unionen januari 2015).
10 oktober 2014 beslöt medlemsstaterna att upplösa gemenskapen, vid ett session i Minsk med EurAsEC:s mellanstatliga råd. Gemenskapen upphörde 1 januari 2015, samtidigt med bildandet av Eurasiska ekonomiska unionen.